# Helmut-Zilk-Park

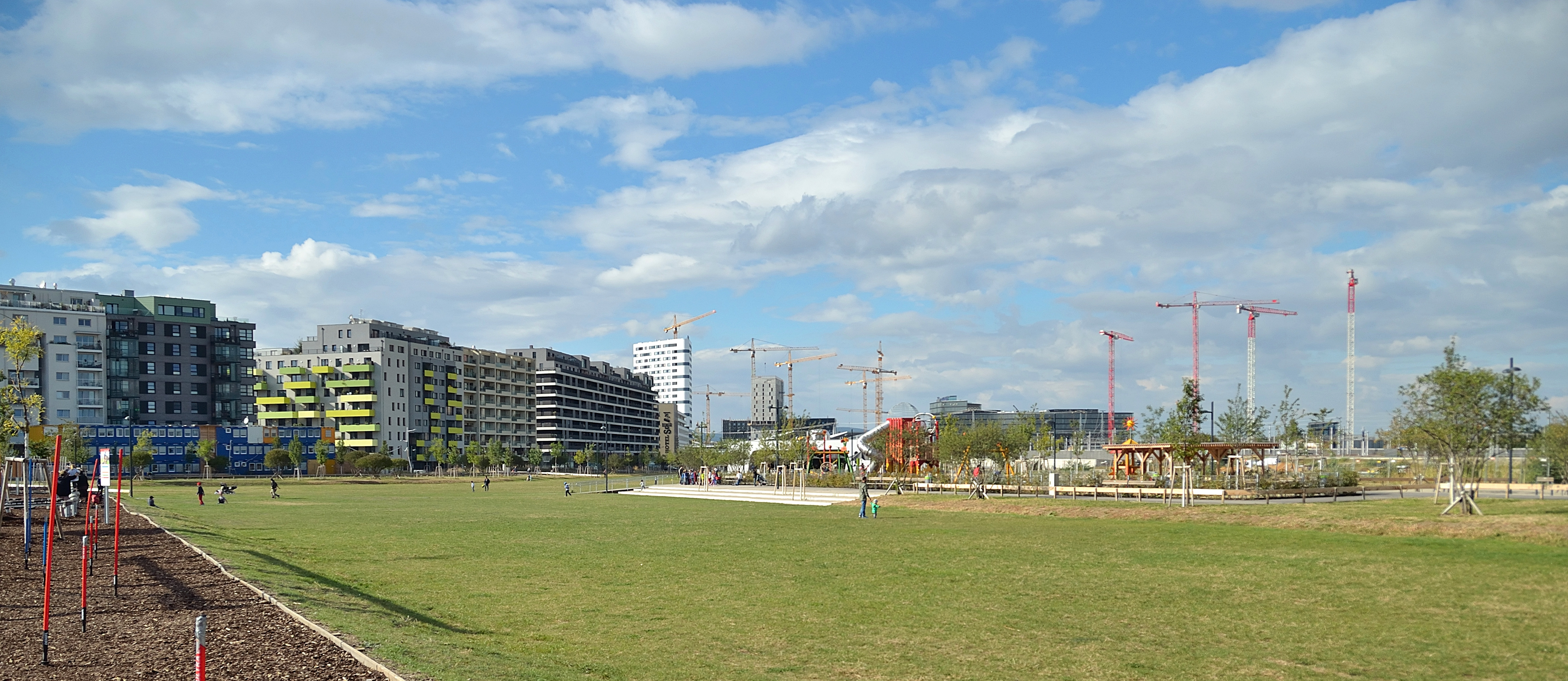
Helmut-Zilk-Park (2016)

Der Helmut-Zilk-Park ist ein Wiener Park im 10. Bezirk, Favoriten.

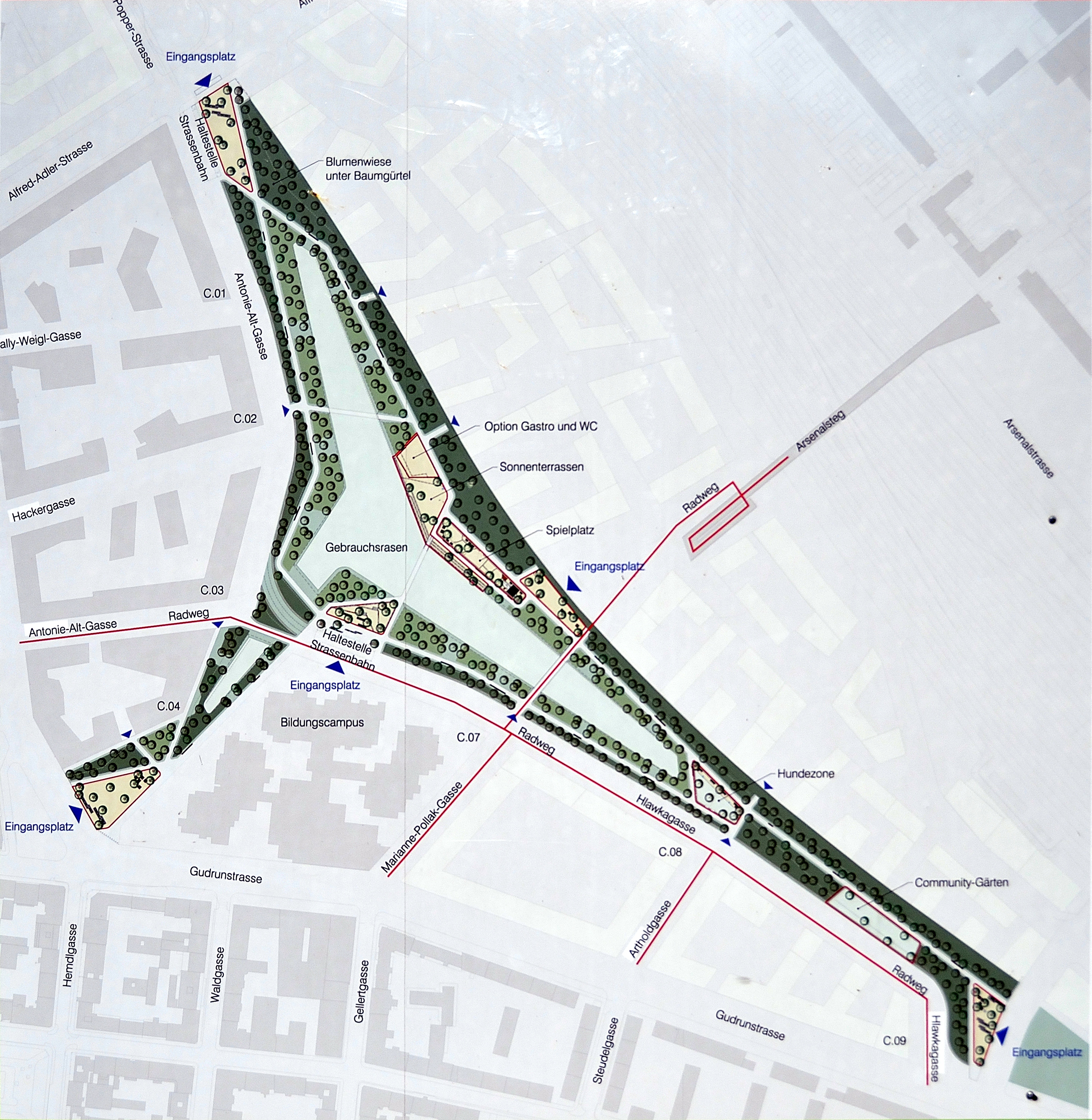
Übersichtsplan Helmut-Zilk-Park (2016)

## Beschreibung

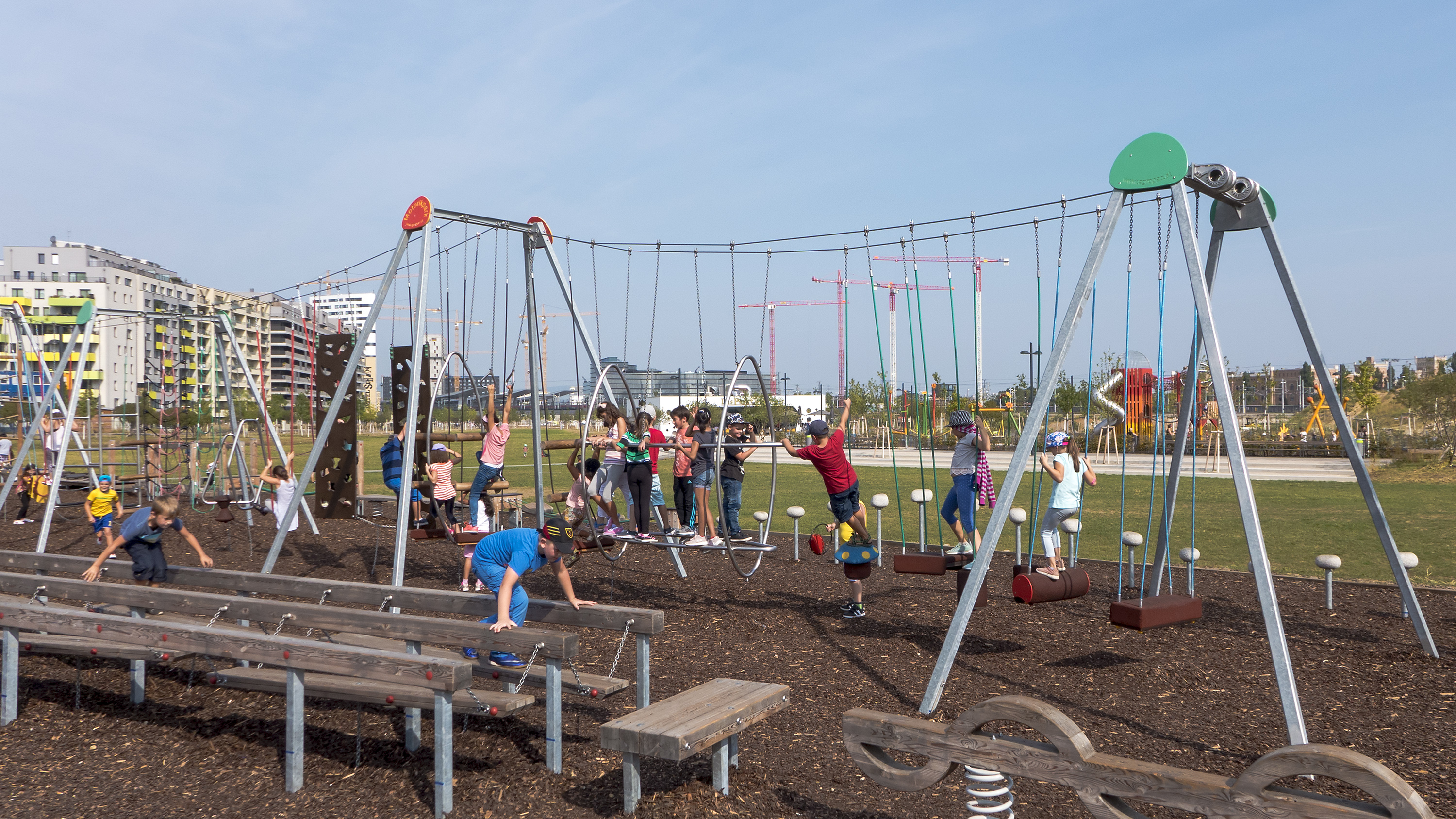
Teil des Motorikparks (2016)

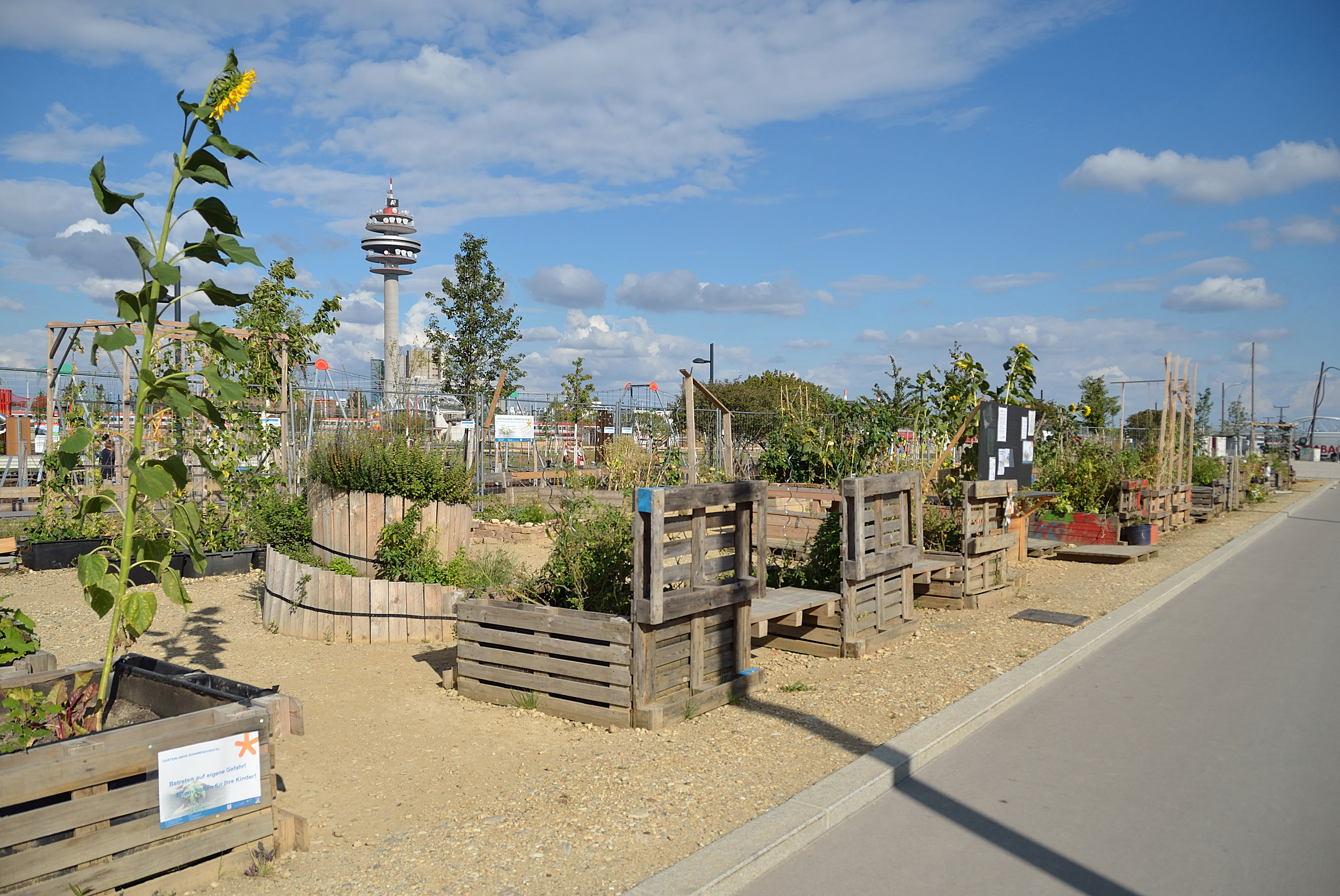
Nachbarschaftsgarten im Park (2016)

Der Helmut-Zilk-Park ist ein ca. 70.000 m² großer Park inmitten des Sonnwendviertels im Bezirksteil Favoriten auf dem ehemaligen Gelände des Frachtenbahnhofs Wien. Neben weitläufigen Wiesenflächen und einem jungen Baumbestand von 520 Bäumen verfügt der Park über einen Kleinkinder-, Kinder- und Jugendspielplatz, einen ca. 1400 m² großen Motorikpark, Nachbarschaftsgärten, Trinkbrunnen, eine Hundezone, Sitzmöglichkeiten, Schmetterlingswiesen, ein Sonnendeck und eine Café-Konditorei mit Toilettenzugang für die Parkbenutzer, WLAN (beim Bildungscampus Sonnwendviertel) sowie eine saisonale Parkbetreuung durch den Verein Wiener Jugendzentren und die Kinderfreunde Wien.

## Geschichte

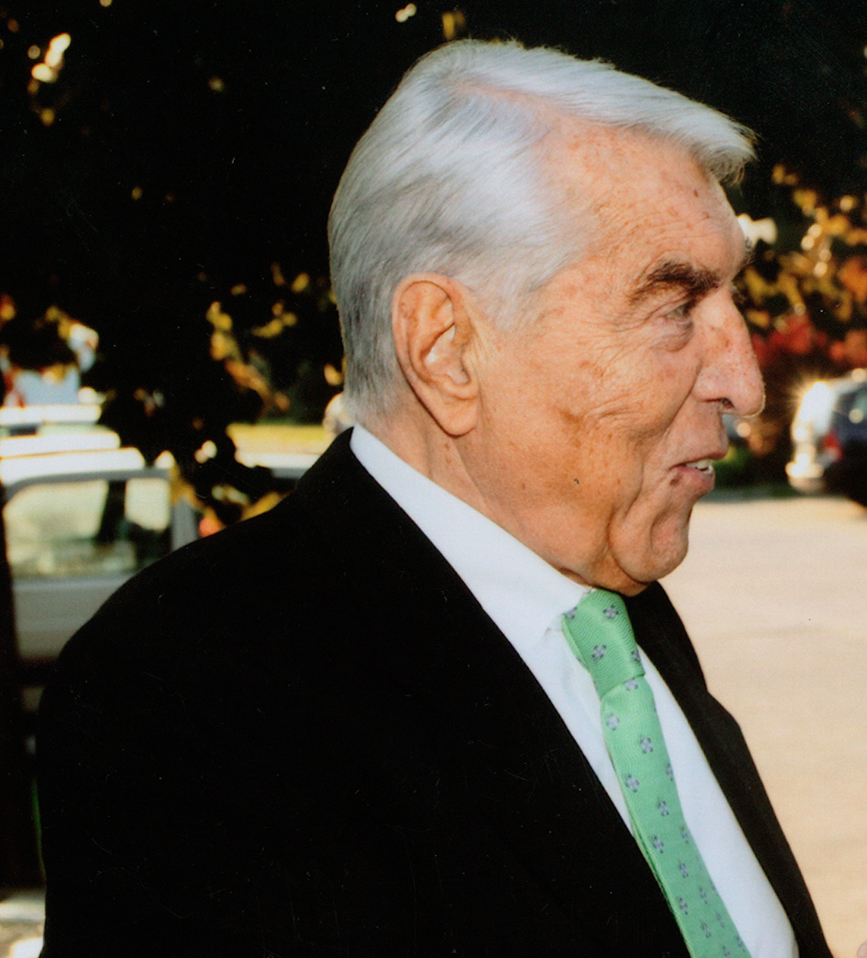
Der Namenspatron, Helmut Zilk (2008)

Zur Gestaltung des Parks fand 2010 ein Ideenwettbewerb statt, an dem sich Landschaftsplanerinnen und -planer aus Österreich, der Schweiz, Deutschland und Frankreich beteiligten. Die Jury unter Leitung von Cordula Loidl-Reisch kürte das Projekt der Zürcher Hager Partner AG zum Sieger des Wettbewerbs. Der Park wurde am 1. März 2011 nach dem ehemaligen Journalisten und sozialdemokratischen Bürgermeister von Wien, Helmut Zilk (1927 bis 2008), benannt.
Am 22. Mai 2014 erfolgte der Spatenstich zur Errichtung des Parks, die rund 5 Millionen € kostete. Der erste Teil des Parks wurde am 8. Juli 2016 in Anwesenheit der Witwe von Helmut Zilk, Dagmar Koller, und der Umweltstadträtin Ulli Sima feierlich eröffnet. Der zweite Teil des Parks wurde am 9. Juni 2017 zum 90. Geburtstag des Namenspatrons eröffnet. Der Park stellte das größte Parkprojekt in Wien in den letzten 40 Jahren dar.
Im Oktober 2023 wurde am südwestlichen Eingang (Ecke Gudrunstraße/Sonnwendgasse) anlässlich des 150. Jubiläums der I. Wiener Hochquellenwasserleitung ein von der Gruppe Gelatin gestalteter und mit WirWasser betitelter Brunnen eröffnet.